# Władimir Abdank-Kossowski
Władimir Konkordowicz Abdank-Kossowski (Habdank-Kossowski), ros. Владимир Конкордович Абданк-Коссовский (ur. 4 czerwca?/16 czerwca 1886 w Grodnie, zm. 19 kwietnia 1962 w Grasse) – rosyjski wojskowy (pułkownik), emigracyjny działacz społeczno-polityczny, historyk, publicysta.
Ukończył łazarewską szkołę języków wschodnich, aleksandrowską szkołę wojskową, a następnie oficerską szkołę elektrotechniczną. Studiował ponadto na wydziale historii i filologii uniwersytetu imperatorskiego w Noworosyjsku. Brał udział w I wojnie światowej. Służył jako oficer w oddziałach technicznych. W 1918 r. wstąpił do nowo formowanych wojsk Białych. Był oficerem marynarki wojennej. Doszedł do stopnia kontradmirała. W listopadzie 1920 r. wraz z pozostałymi wojskowymi ewakuował się z Krymu do Bizerty. Na emigracji zamieszkał w 1924 r. we Francji. Pracował w fabrykach, a następnie został szoferem taksówki w Paryżu. Działał w organizacjach monarchistycznych. Prowadził wykłady i odczyty historyczne. Pisał artykuły do różnych pism. Zbierał materiały dotyczące życia białych emigrantów na różnych kontynentach, po czym w 1940 r. w Paryżu zorganizował wystawę poświęconą 20-leciu emigracji rosyjskiej. Podczas okupacji niemieckiej współpracował z redakcją pisma „Pariżskij wiestnik”, za co po wyzwoleniu Paryża latem 1944 r. został aresztowany przez Francuzów. Wkrótce wypuszczono go na wolność. W 1948 r. został członkiem Rosyjskiego Ruchu Monarchicznego. Działał w Związku Szlachty Rosyjskiej. W 1953 r. wszedł w skład prezydium komitetu organizującego Dzień Rosji Narodowej. W poł. lat 50. został dziennikarzem pisma „Wozrożdienije”. W 1961 r. zorganizował wystawę pt. „Zarubieżnaja Ruś”. Pośmiertnie umieszczono ją w seminarium Św. Trójcy przy monasterze w Jordanville. Kopia jego archiwum dotyczącego rosyjskiej emigracji znajduje się w zbiorach Instytutu Hoovera.